# Театр невидимих дітей
«Театр невидимих дітей» — роман для підлітків відомого польського письменника Марціна Щигельського, вперше опублікований у Польщі 2016 року. 

## Сюжет
Міхалові одинадцять років. Він ходить до школи, мріє, багато читає, звісно, пустує. Та найзаповітніше його бажання — мати родину. Бо Міхал живе в дитячому будинку. Життя видається йому непоганим, доки в нього є друг, якому він довіряє і яким сам опікується. Та коли малого Чебурашку повертають у родину, а улюблена вихователька переїздить до іншого міста, Міхал переживає справжній відчай.
Коли кризу подолано, виявляється, що відтепер Міхал житиме в «Дубовому лісі» — особливому дитбудинку, де мешкає дуже мало вихованців, і всі вони незвичайні. Там хлопчик знайомиться з 14-річною Сильвією, яка марить театром. Разом із вихованцями «Дубового лісу» вони ставлять спектакль за пʼєсою, яку пише Міхал. Діти впевнені, що їхню гру побачить багато людей і Театр Невидимих Дітей прославиться. Проте надворі 1981 рік. І от у день довгоочікуваної премʼєри діти довідуються, що в країні саме запровадили воєнний стан…

## Ідея книги
Картина життя дітей із дитячих будинків у романі стала паралеллю життя громадян у Польській Народній Республіці.

## Історичний контекст
Роман «Театр невидимих дітей» змальовує надзвичайно реалістичну й детальну картину життя дітей у польських дитячих будинках наприкінці 1970-х — початку 1980-х років з погляду людини, яка безпосередньо працює у цій сфері. Юний читач пізнає не лише реальність таких закладів, а й дізнається, який вплив вони мали на психіку неповнолітніх, як вплинули на їхній розвиток особистості. У ширшому контексті роман знайомить читачів з історією занепаду комунізму в Польщі — зокрема кульмінацією, коли в країні було введено воєнний стан і перед цим фактом ставлять дітей, які ще не здатні повністю усвідомити весь політичний контекст цієї події.

## Нагороди та відзнаки
2016 — 1-ша премія в 4-го Літературного конкурсу ім. Астрід Ліндгрен за сучасну книгу для дітей та підлітків
2016 — особлива відзнака в Літературному конкурсі «Книга року IBBY 2016»
2017 — головна премія 9-го Конкурсу дитячої літератури ім. Галини Скробішевської (ex aequo із романом "Прокляття дев'ятого дня народження") та внесення до Списку скарбів Музею дитячої книги
2017 — переможець, а також відзнака читачів 24-ї Польської національної літературної премії ім. Корнеля Макушинського

## Українське видання
Марцін Щигельський. Театр невидимих дітей / переклад з польської Божени Антоняк. — Львів: Урбіно, 2018. — 272 с. ISBN: 978-966-2647-53-8

## Рецензії
Христина Содомора. Яка наша роль у "Театрі невидимих дітей" Марціна Щигельського [Архівовано 9 листопада 2019 у Wayback Machine.] (8.11.2018) / Читомо